# Scyllaridae
Pour les articles homonymes, voir Cigale (homonymie).
Famille
Les Scyllaridae (espèces communément appelées Cigales de mer) sont une famille de crustacés décapodes. Ces crustacés sont comestibles et proches des homards, langoustes et écrevisses.

## Description et caractéristiques

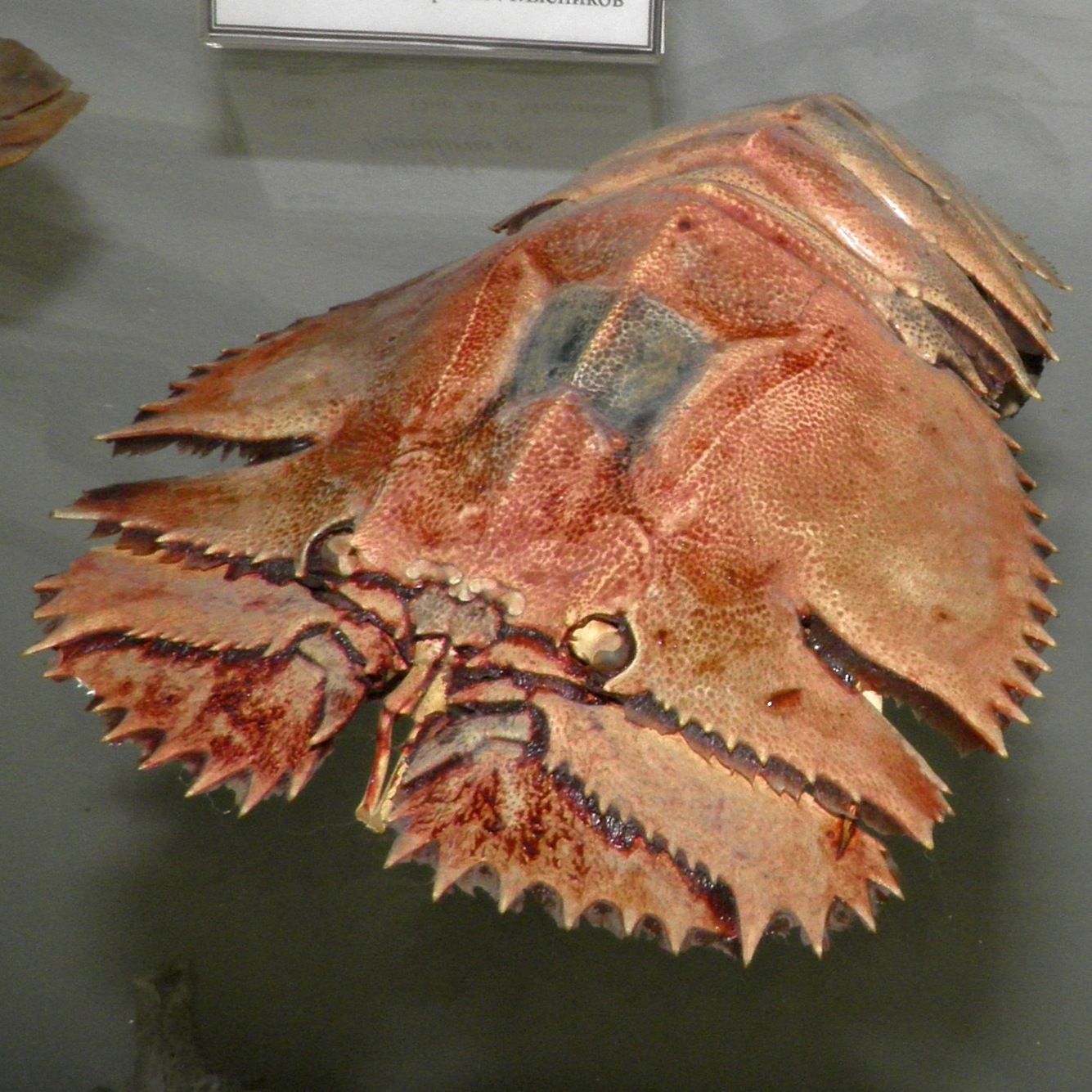
Ibacus ciliatus

Ce sont des crustacés au corps très aplati dorsoventralement. La carapace ne comporte pas de rostre, et les pattes n'ont pas de pinces, et aucune paire n'est agrandie par rapport aux autres. Les antennes sont en forme d'écailles larges et aplaties.

## Liste des sous-familles
Selon BioLib (27 mai 2025) :
- Arctidinae Holthuis, 1985
- Ibacinae Holthuis, 1985
- Scyllarinae Latreille, 1825
- Theninae Holthuis, 1985

## Liste des genres
Selon World Register of Marine Species (30 décembre 2018) :
- genre Acantharctus Holthuis, 2002
- genre Antarctus Holthuis, 2002
- genre Arctides Holthuis, 1960
- genre Bathyarctus Holthuis, 2002
- genre Biarctus Holthuis, 2002
- genre Chelarctus Holthuis, 2002
- genre Crenarctus Holthuis, 2002
- genre Eduarctus Holthuis, 2002
- genre Evibacus Smith, 1869
- genre Galearctus Holthuis, 2002
- genre Gibbularctus Holthuis, 2002
- genre Ibacus Leach, 1815
- genre Parribacus Dana, 1852
- genre Petrarctus Holthuis, 2002
- genre Remiarctus Holthuis, 2002
- genre Scammarctus Holthuis, 2002
- genre Scyllarides Gill, 1898
- genre Scyllarus Fabricius, 1775
- genre Thenus Leach, 1816

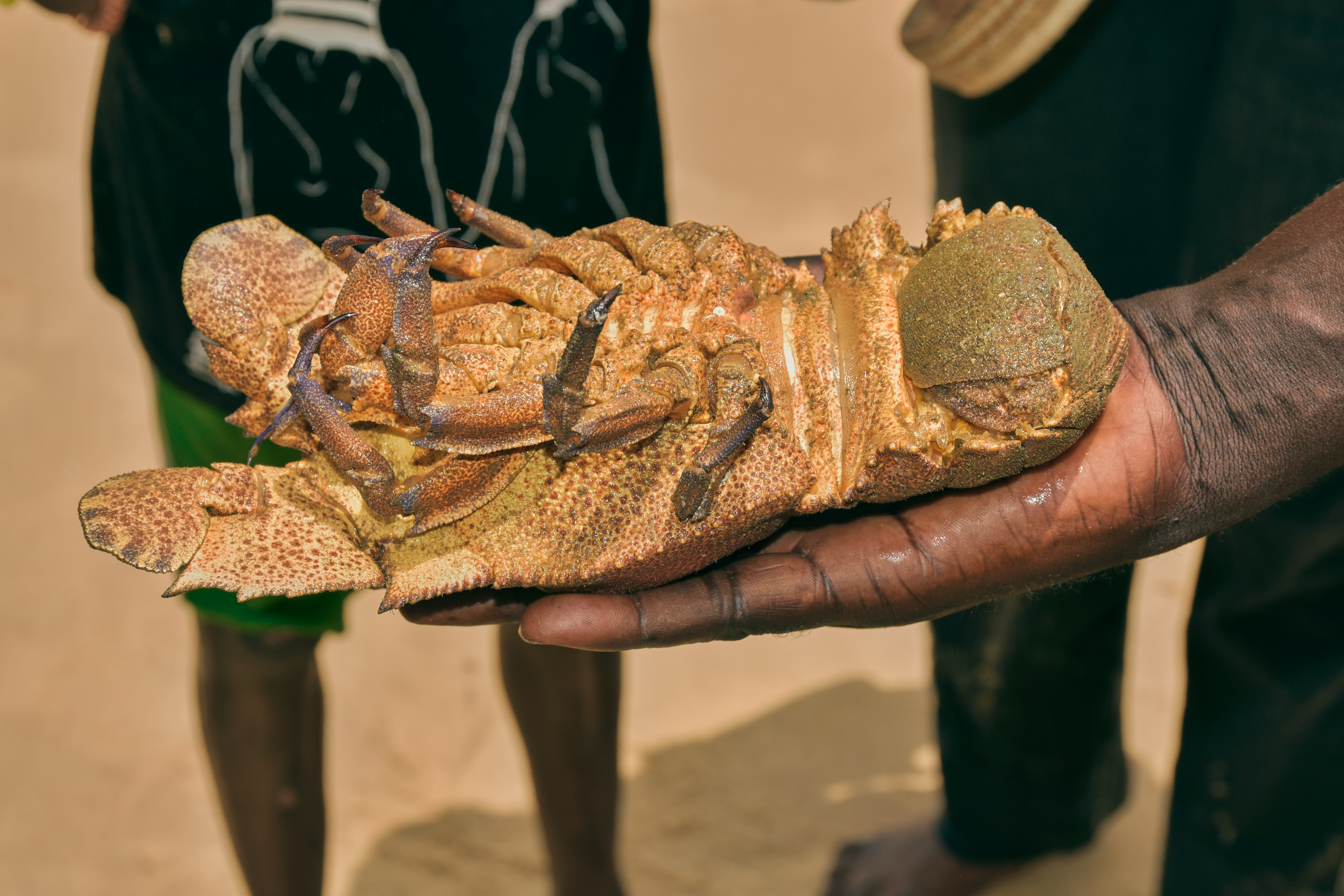
Cigale de mer au Sénégal
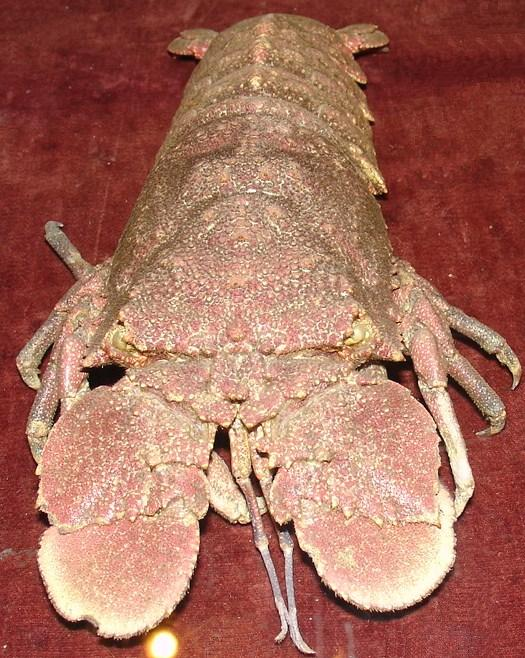
Arctides antipodum
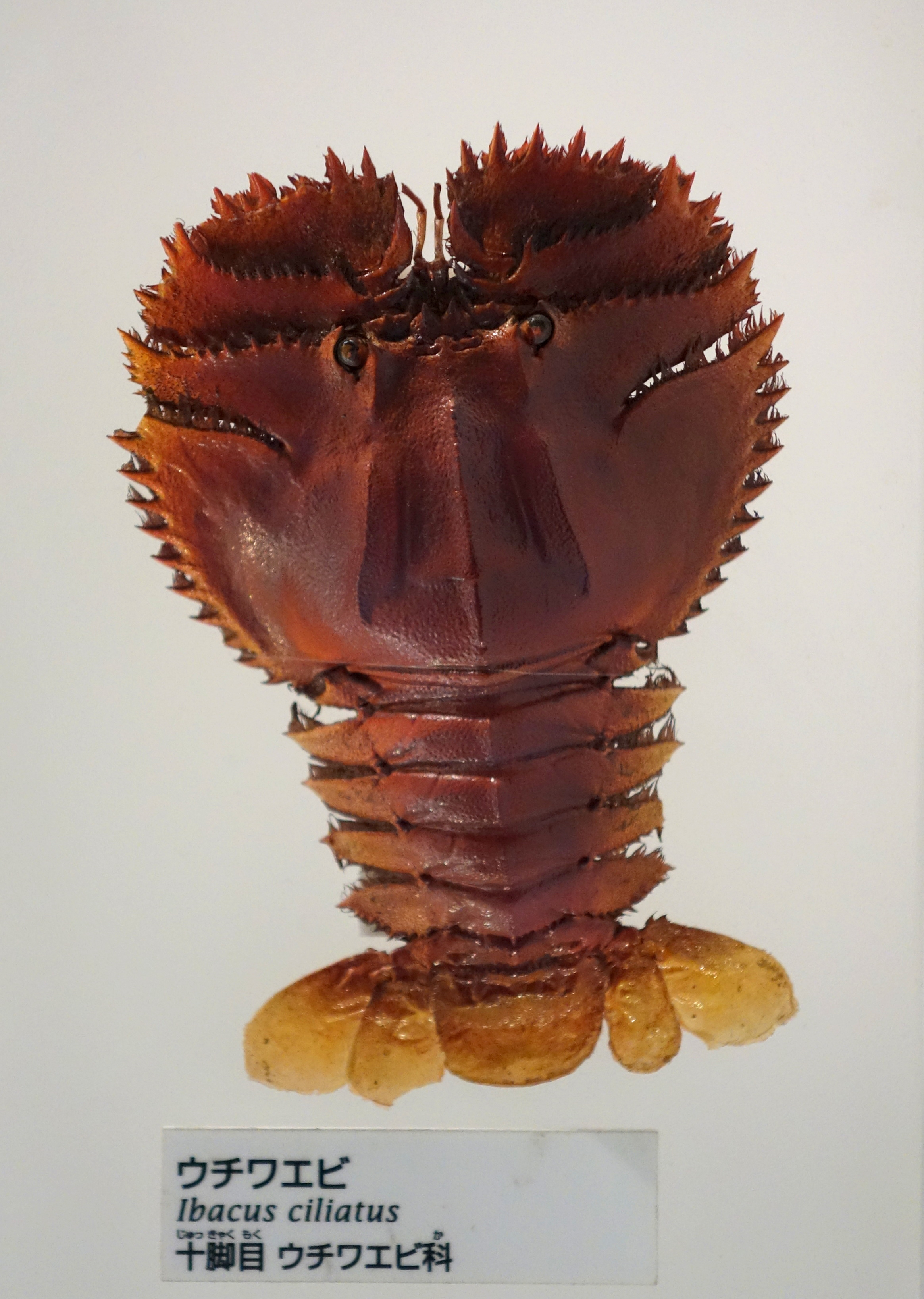
Ibacus ciliatus
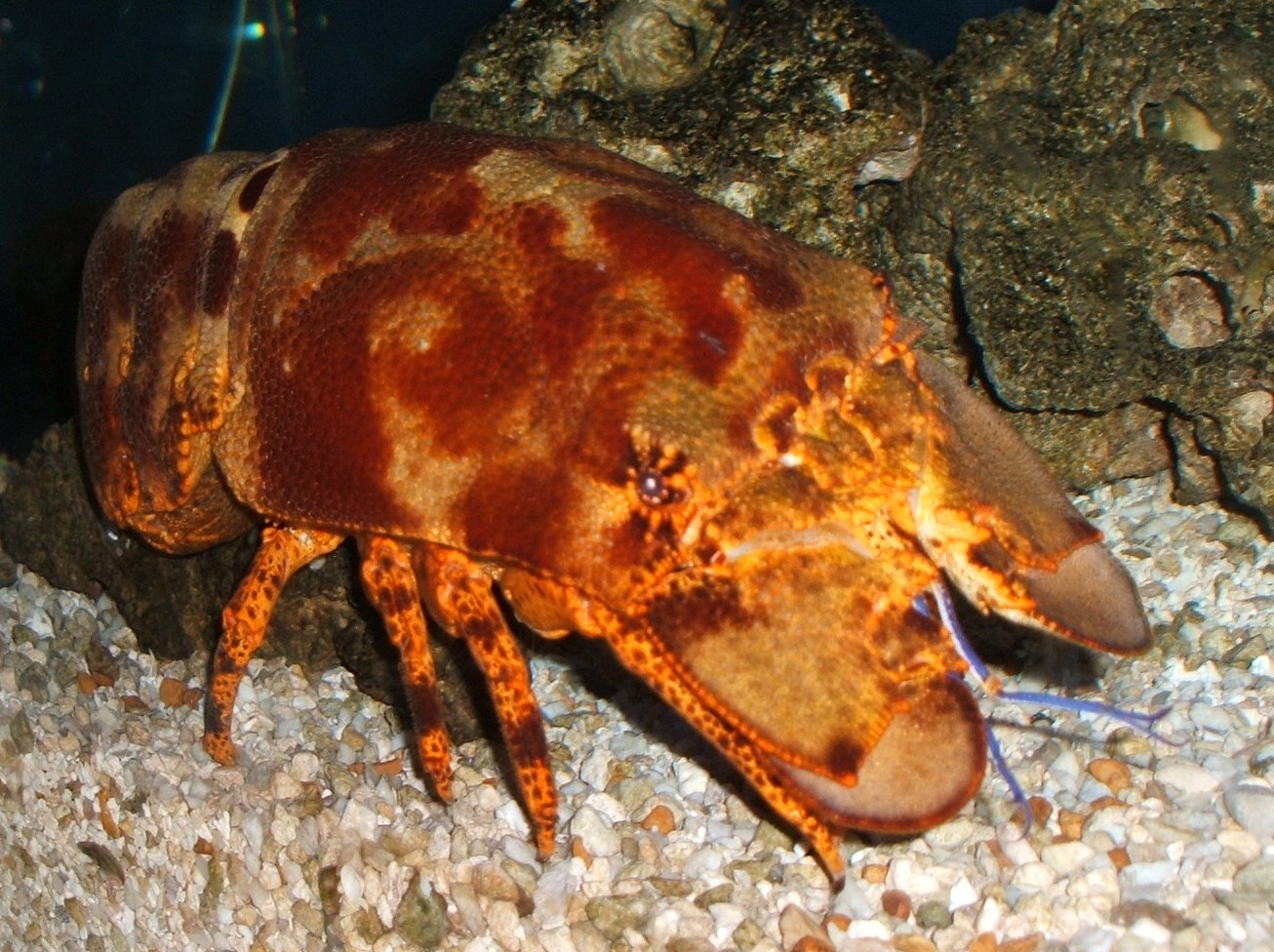
Parribacus antarcticus
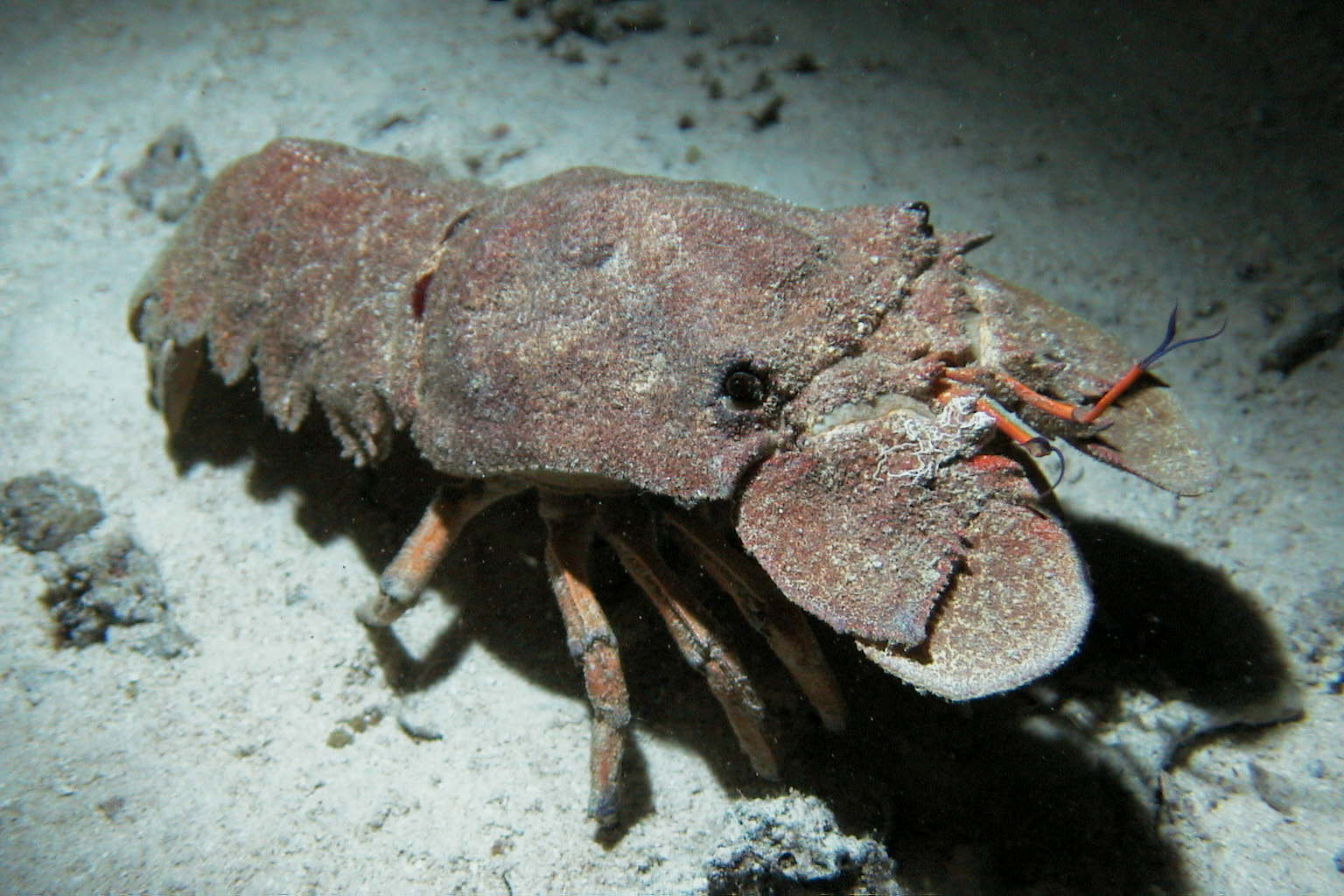
Scyllarides latus
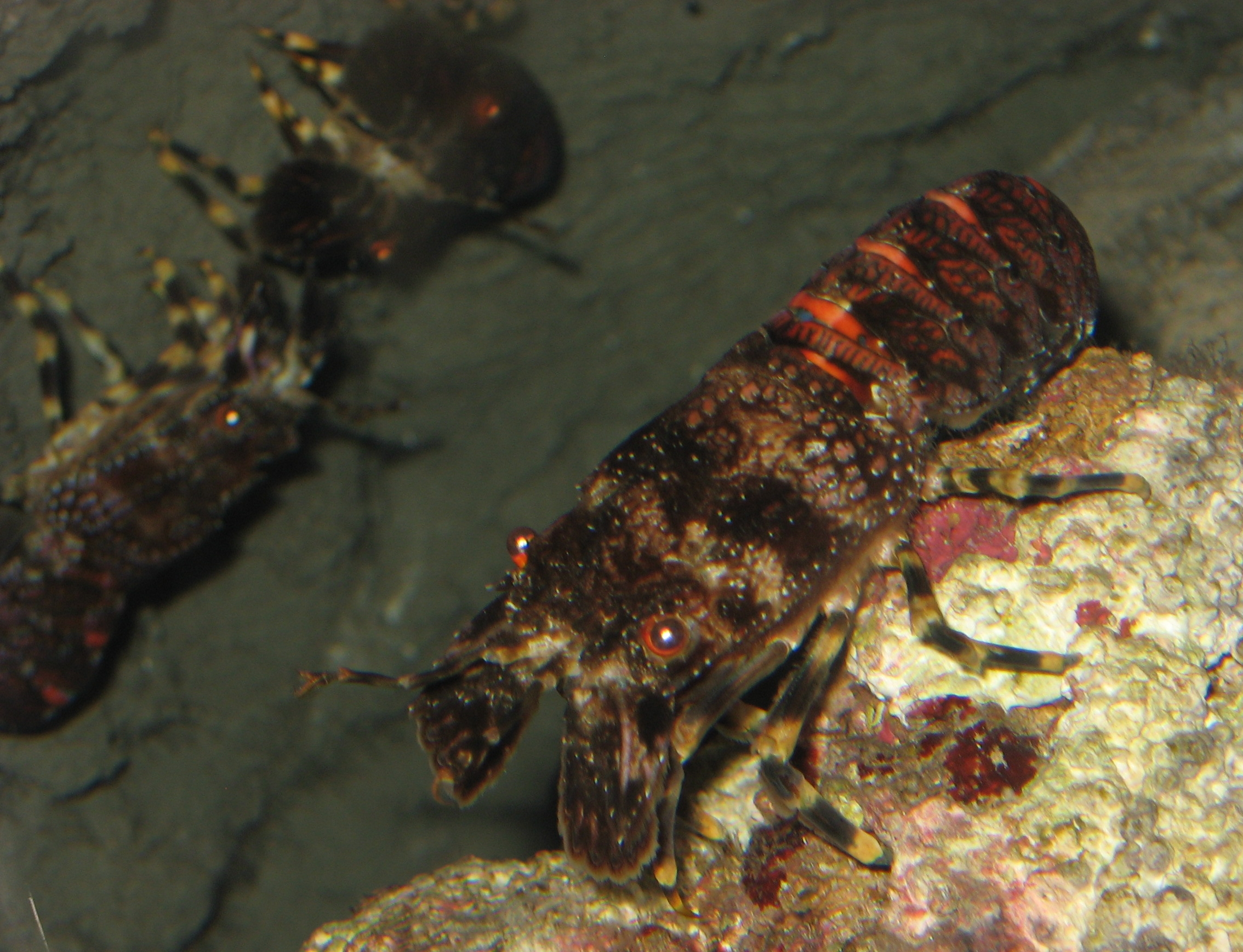
Scyllarus arctus
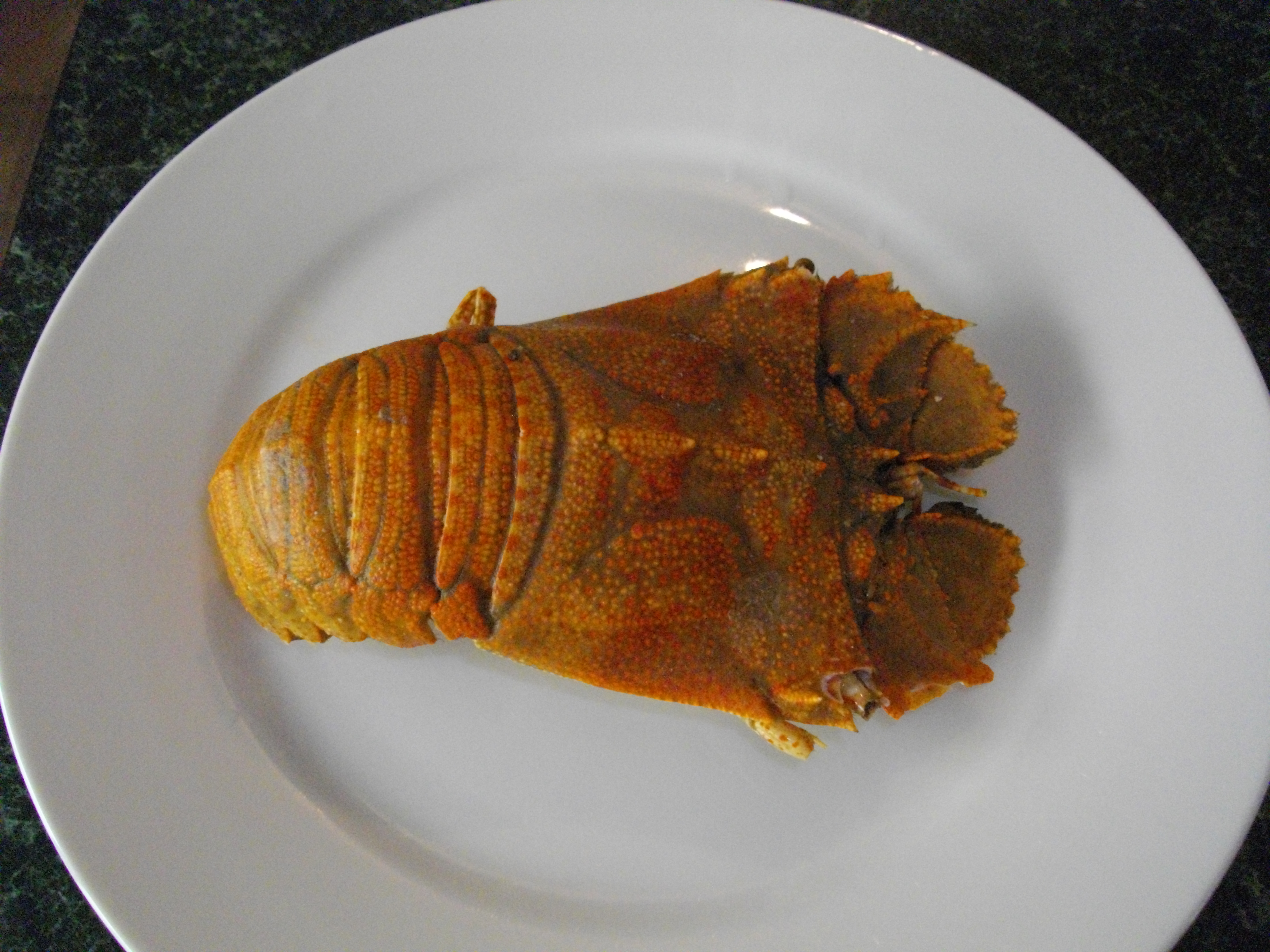
Thenus orientalis (cuit)

## Consommation
La « cigale de mer », particulièrement rare (en Méditerranée c'est une espèce protégée,), se négocie, chez les grossistes français, aux alentours de 75 € le kilo[Quand ?].
Dans le genre Parribacus, on peut noter l'espèce Parribacus caledonicus qui se consomme en Nouvelle-Calédonie et qui est communément appelée Popinée.